# 平沢大学校
平沢大学校（ピョンテクだいがっこう、英称: Pyeongtaek University）は、京畿道平沢市に本部を置く大韓民国の私立大学である。1981年に設置された。
プロテスタント系の大学であり、1910年12月に朝鮮を訪問した宣教師アーサー・タッパン・ピアソン博士の意向により、1912年に設立された神学校が起源となっている。総長は国際物流専攻のイ・ドンヒョン(이동현）である。

## 沿革
- 1912年10月15日：ピアソン記念聖書学院（피어선기념성경학원）設立
- 1980年12月19日：ピアソン聖書神学校（피어선성서신학교）設立
- 1981年3月1日：開校
- 1984年3月1日：ピアソン神学校（피어선신학교）へ校名変更
- 1990年11月28日：ピアソン大学（피어선대학）へ改組
- 1992年4月1日：ピアソン大学校（피어선대학교）へ校名変更
- 1996年3月1日：平沢大学校に変更

## キャンパス風景

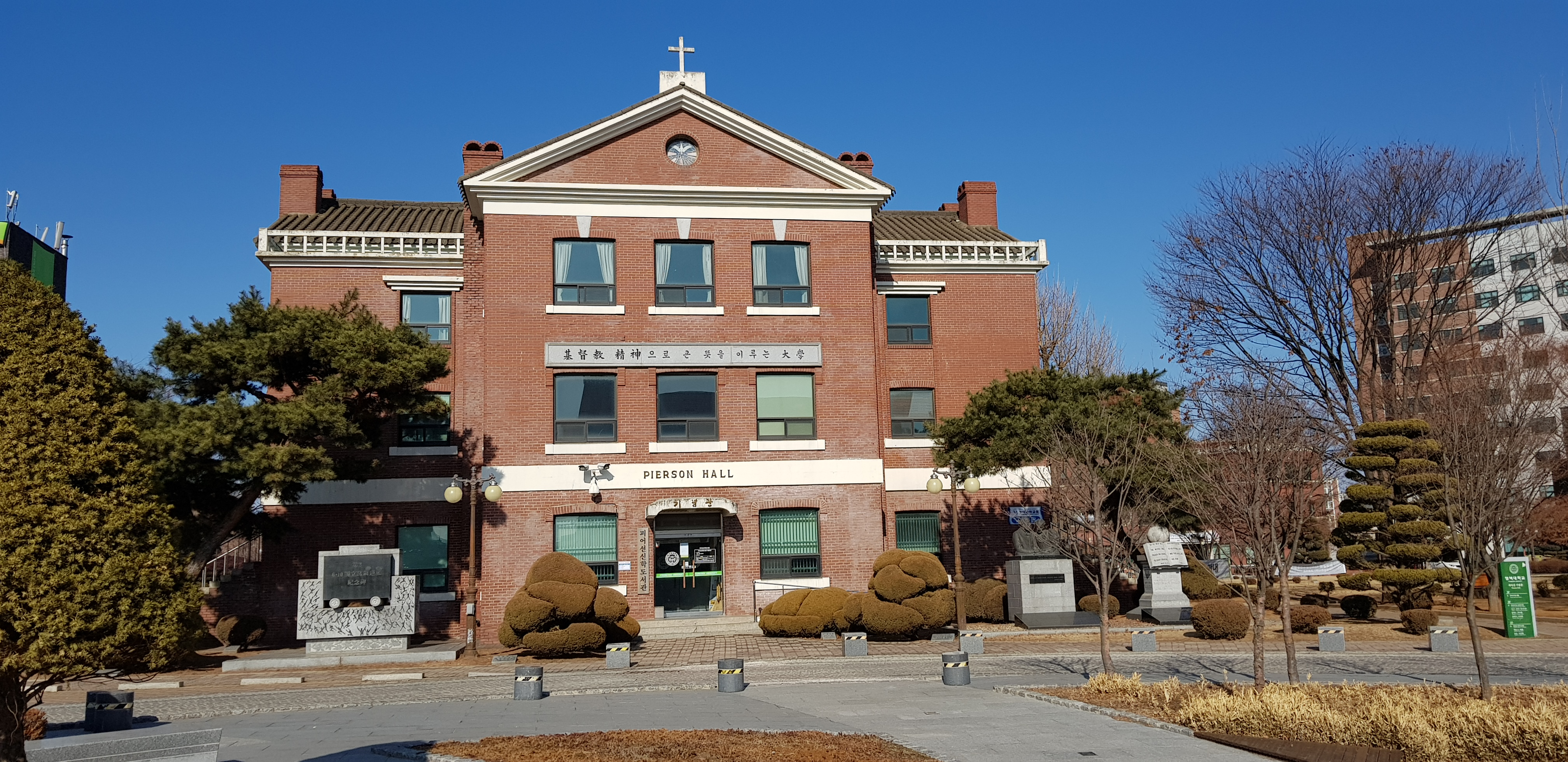
アーサー・タッパン・ピアソン博士ホール
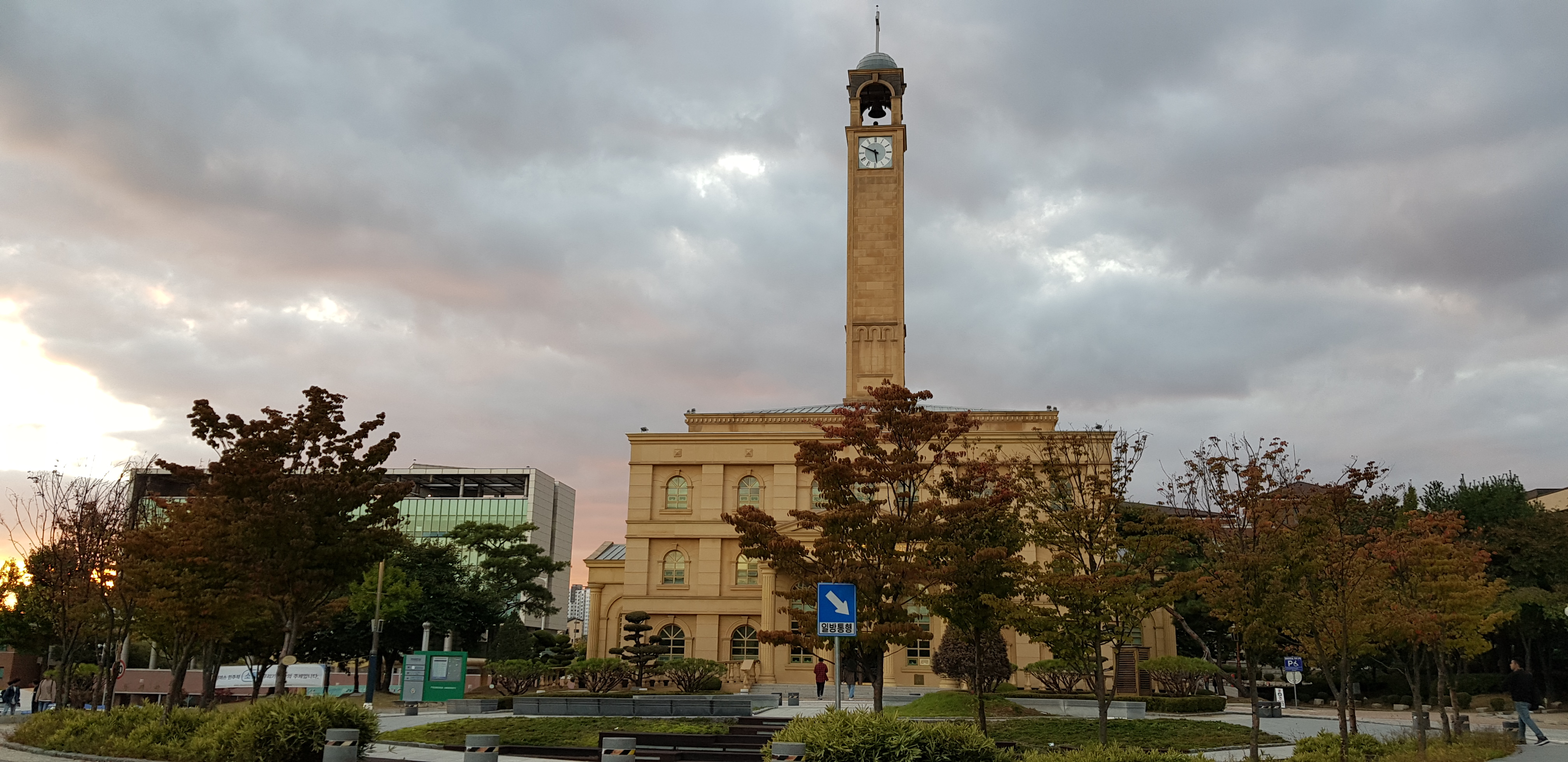
100周年記念塔
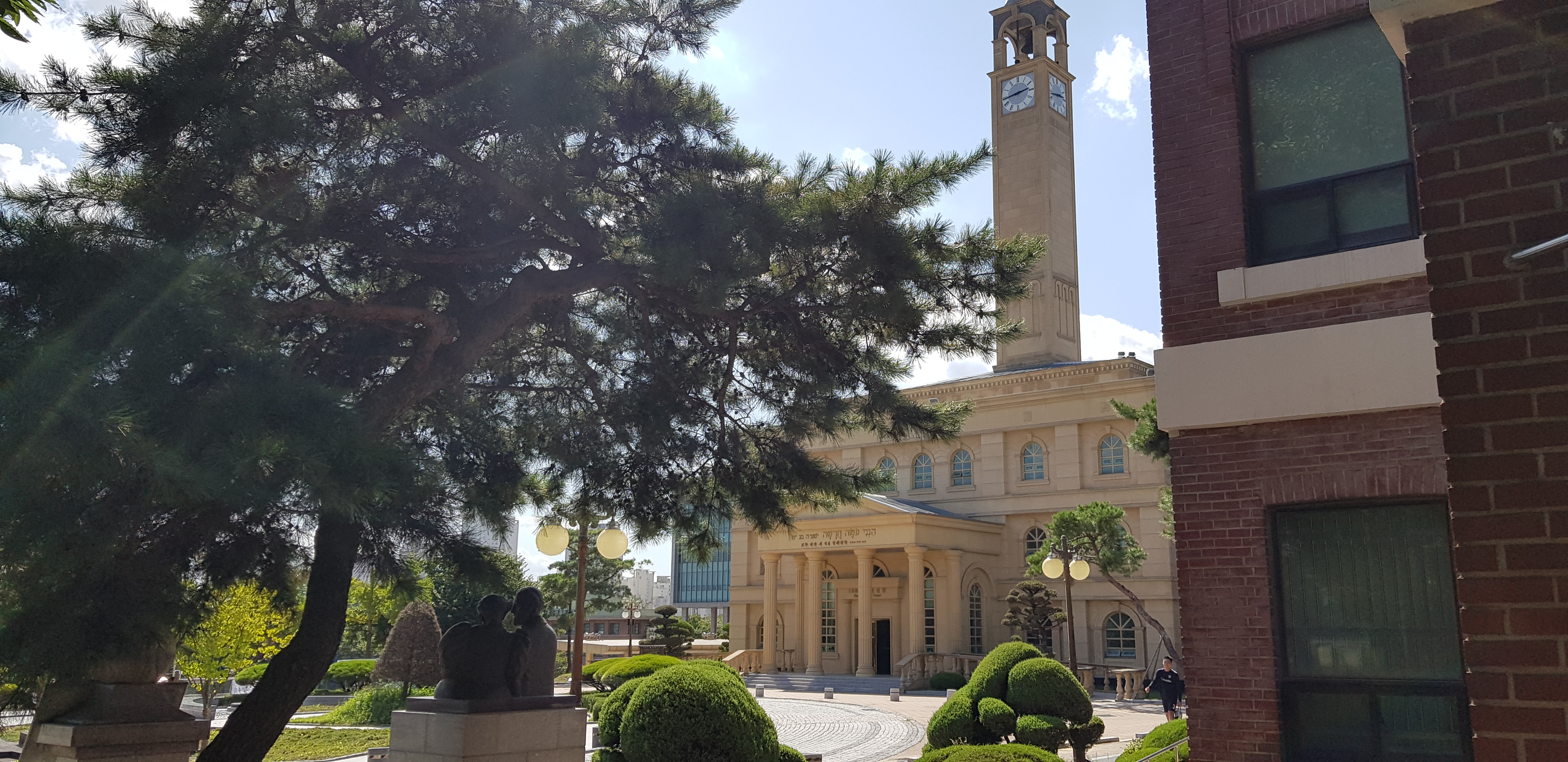
100周年記念塔
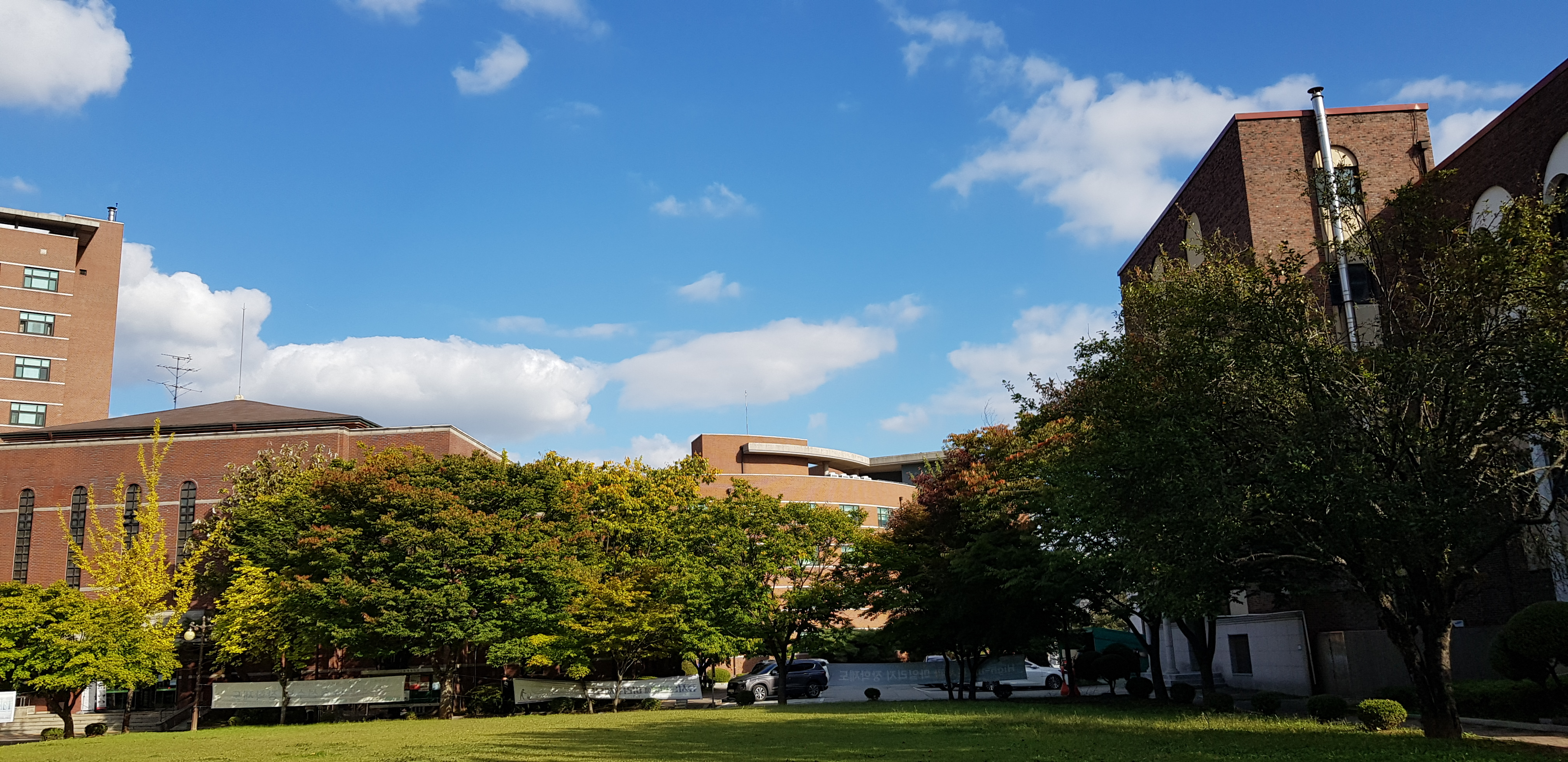
大学図書館と本館（右）
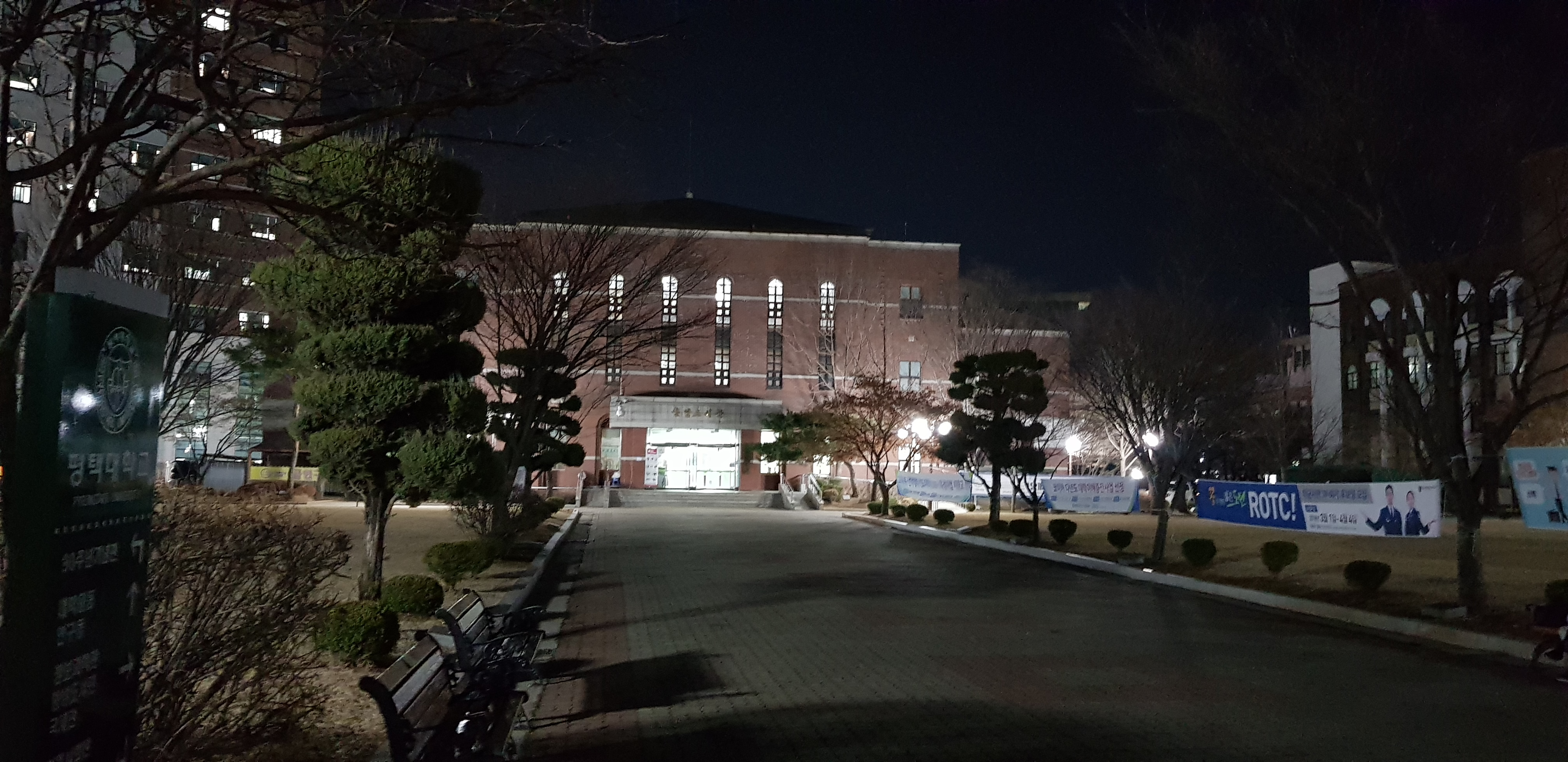
大学図書館の夜景
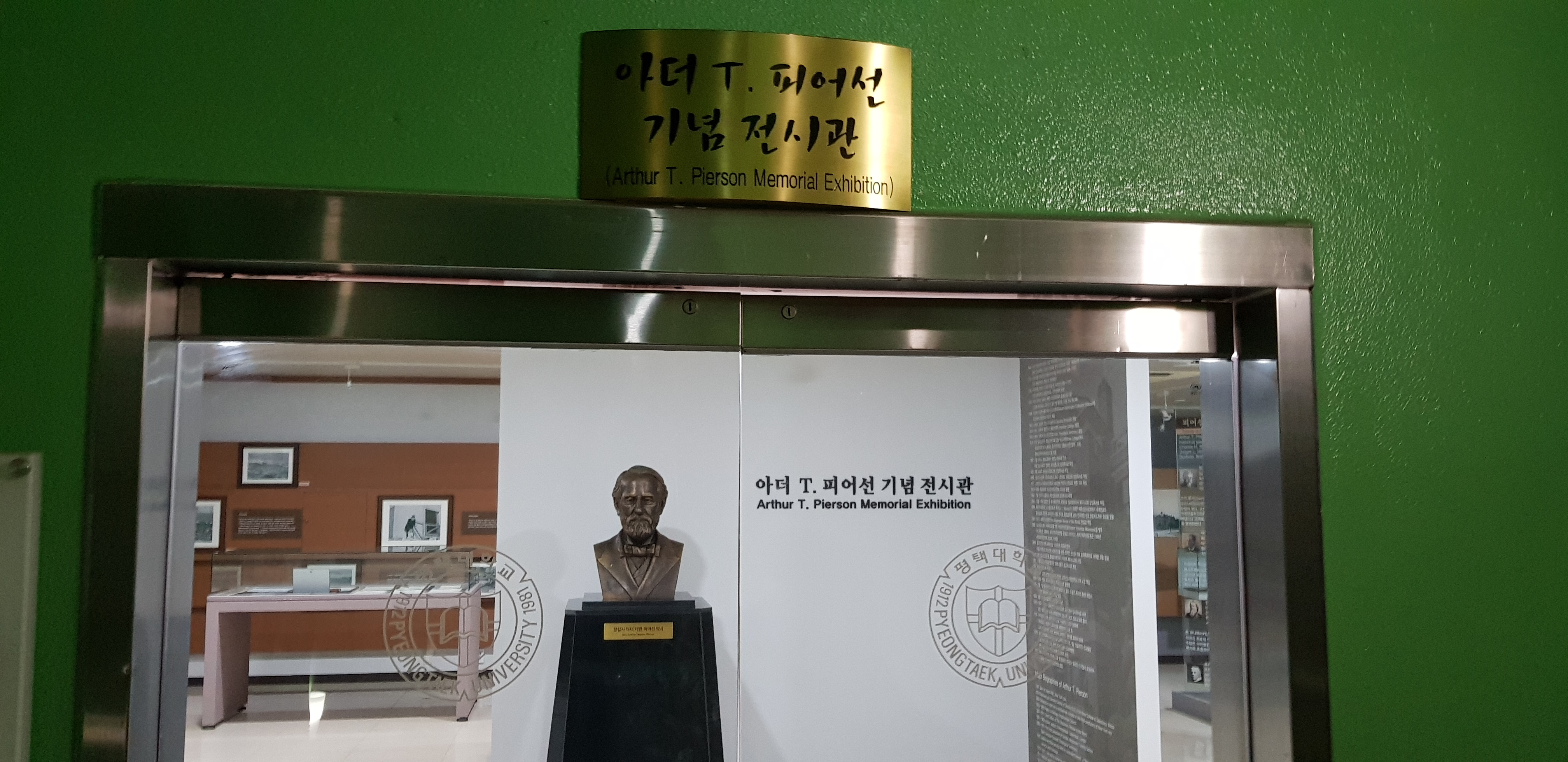
アーサー・タッパン・ピアソン展示館
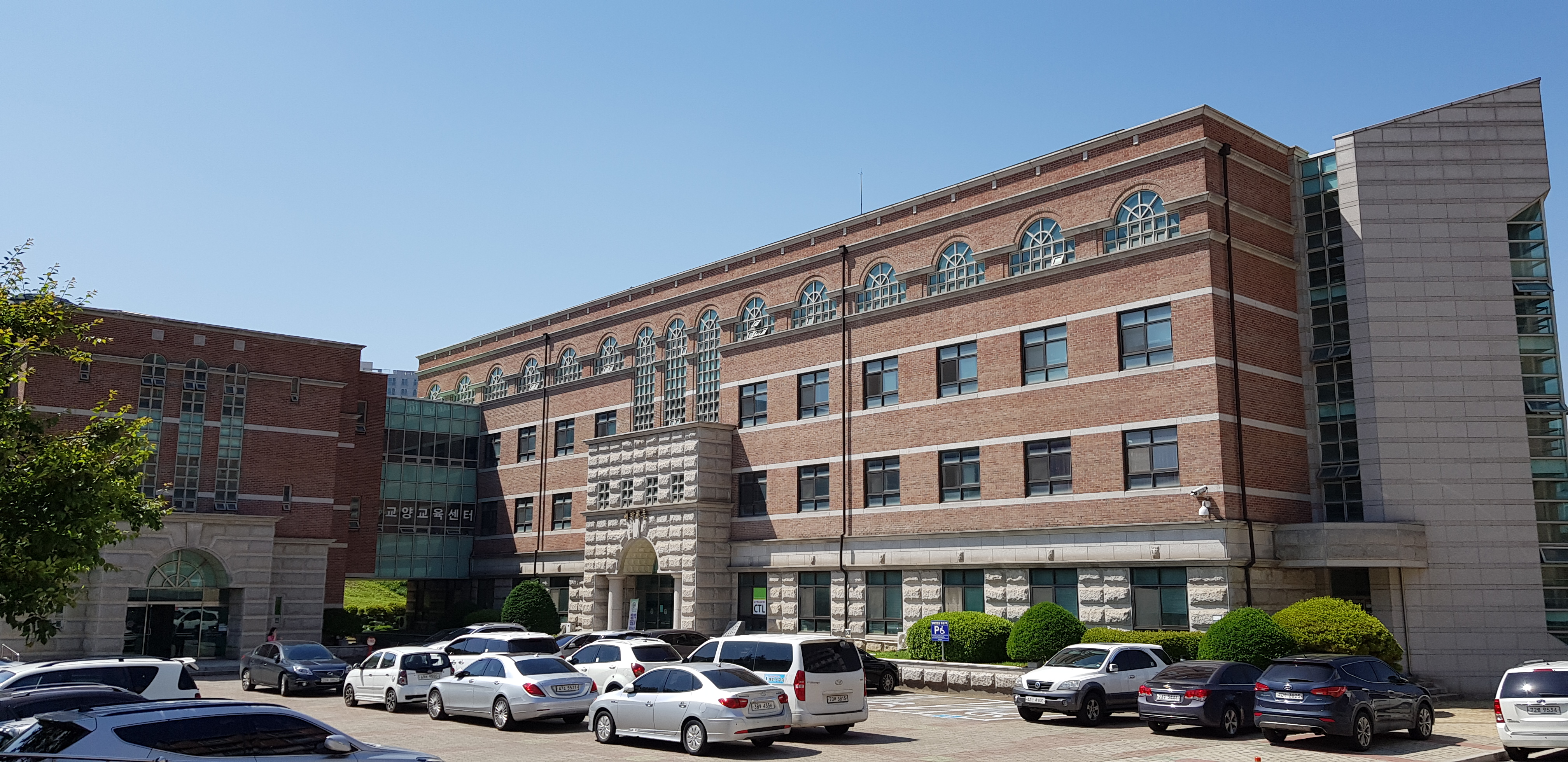
大学院棟
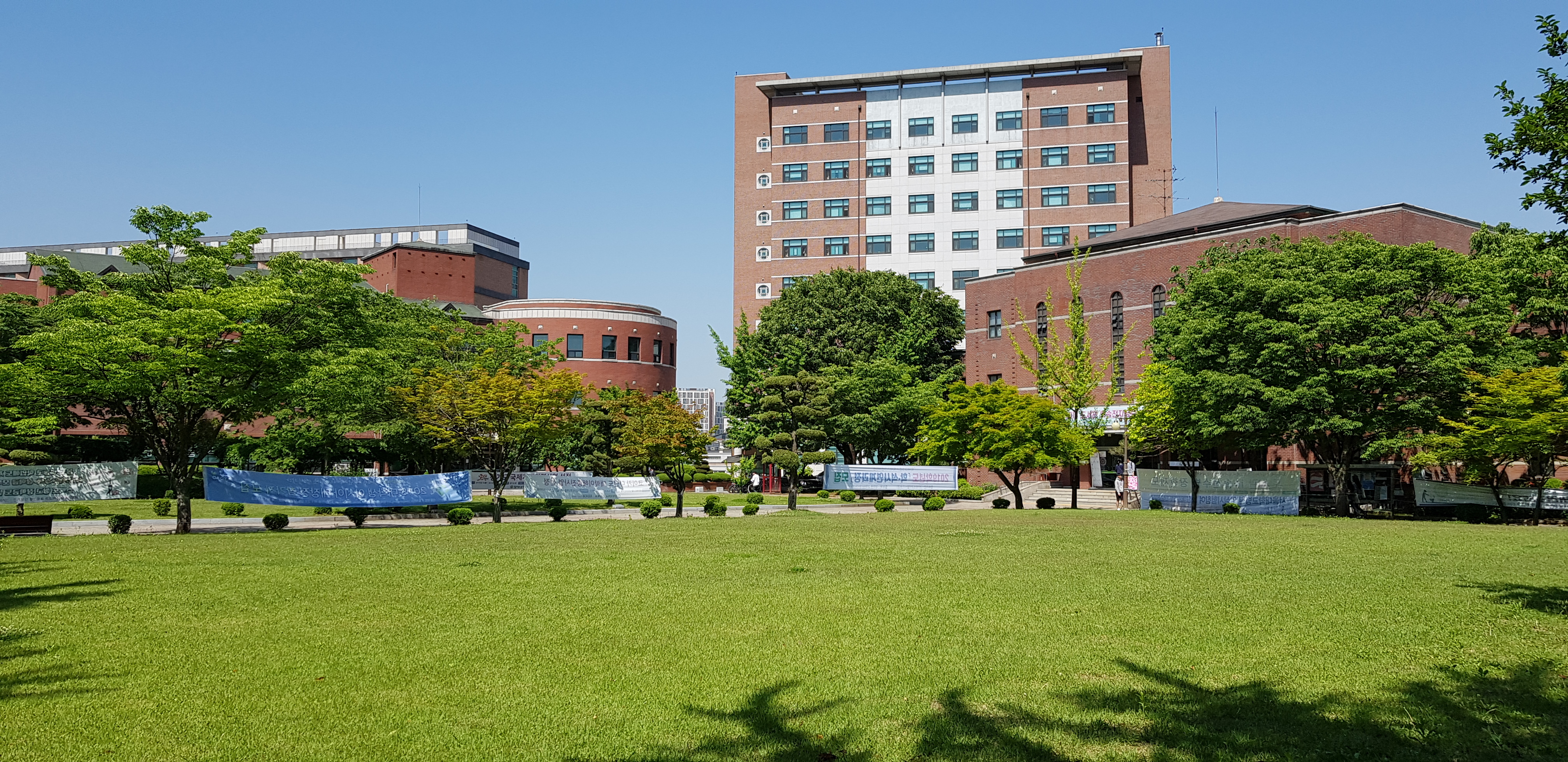
大学校図書館と寮
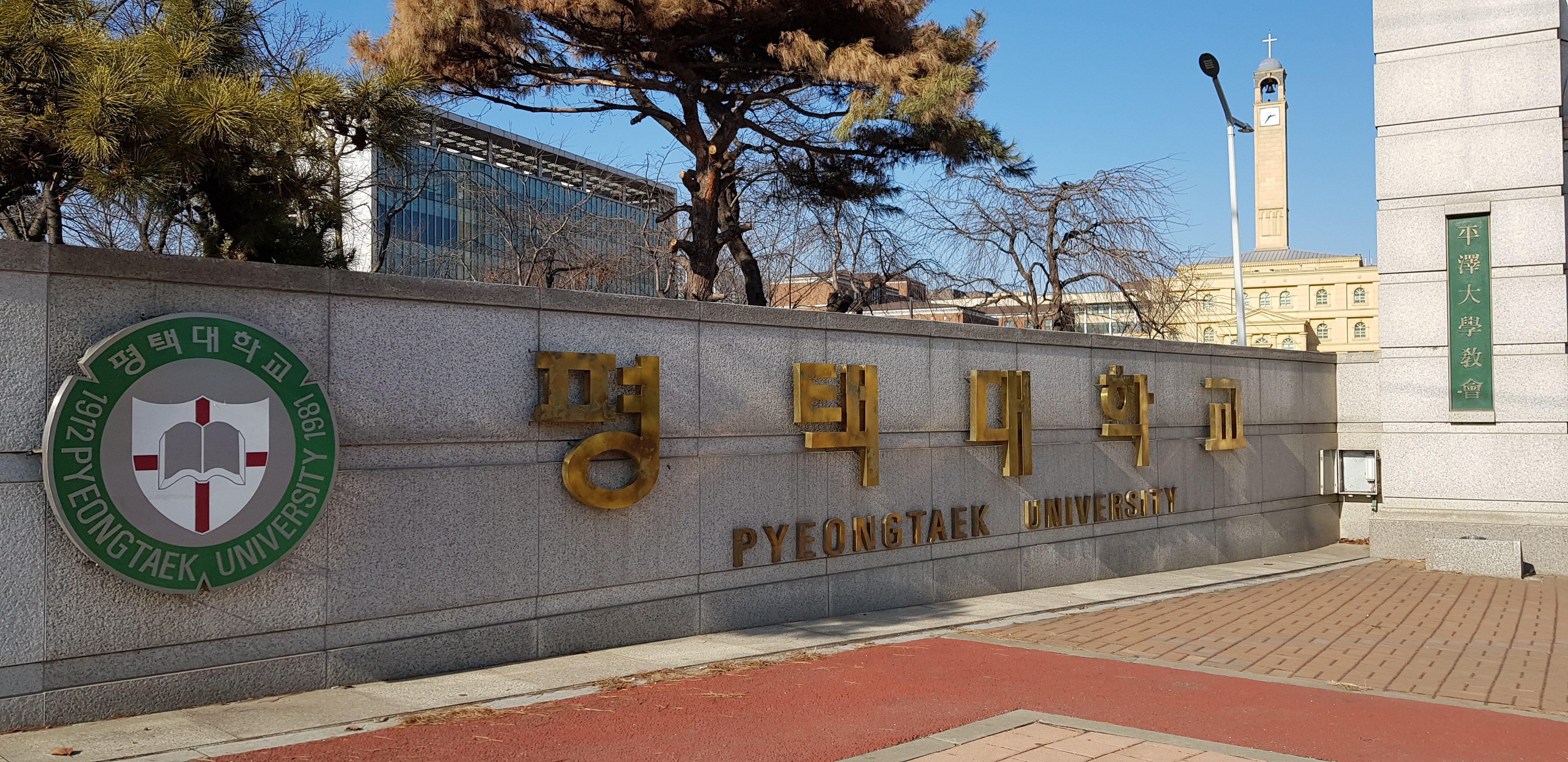
正門
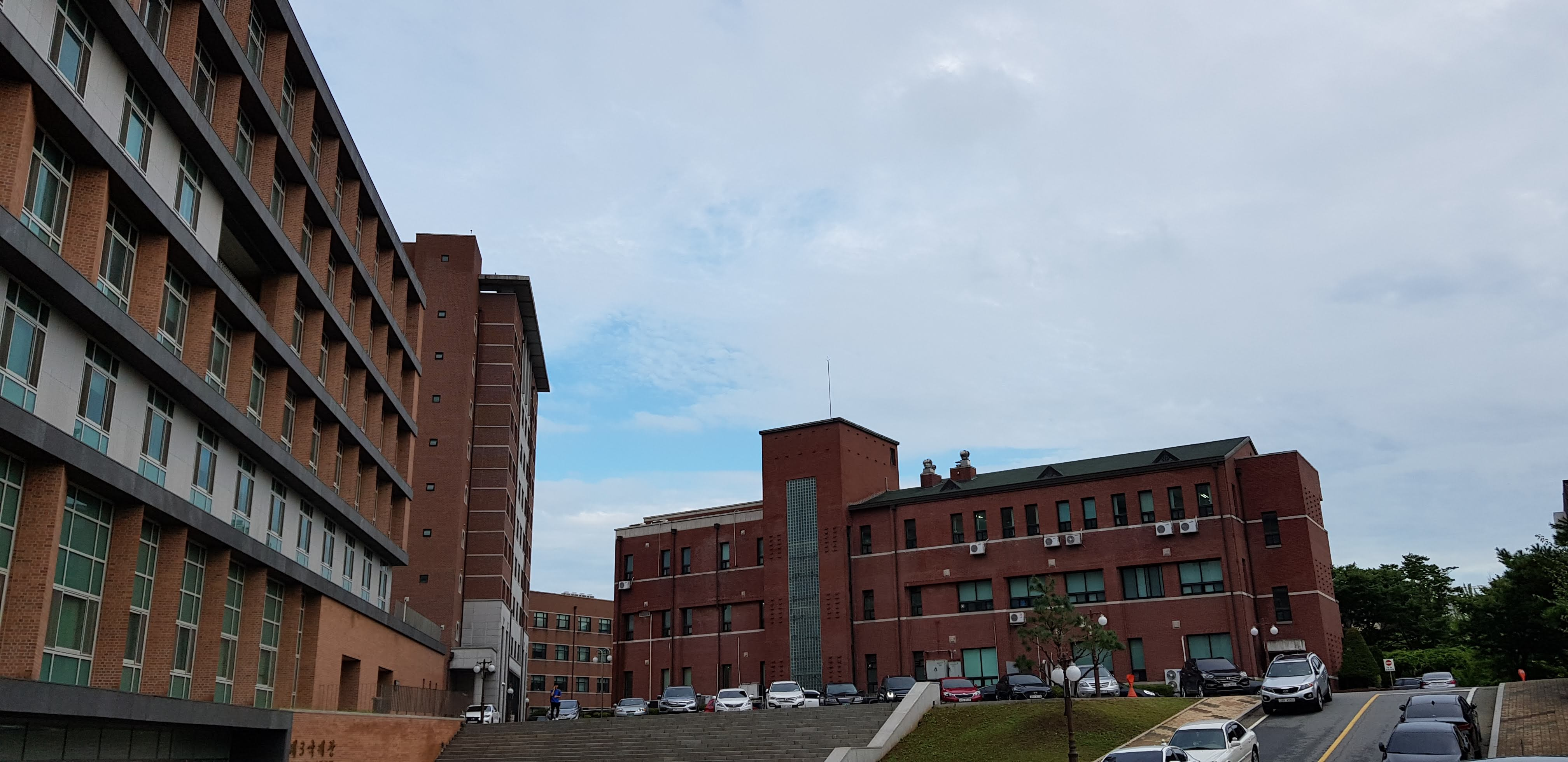
寮と情報館
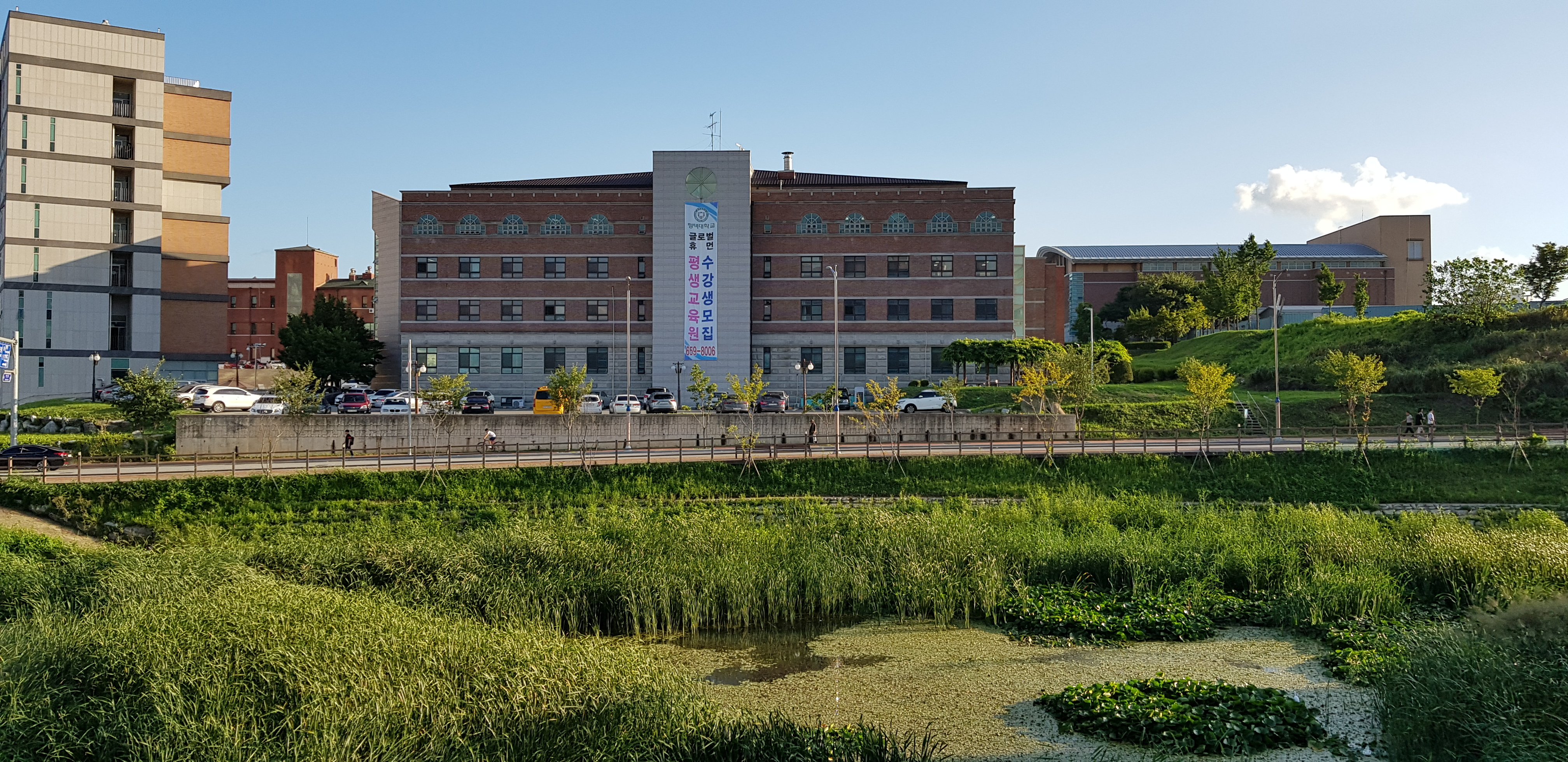
ピアソン神学専門大学院
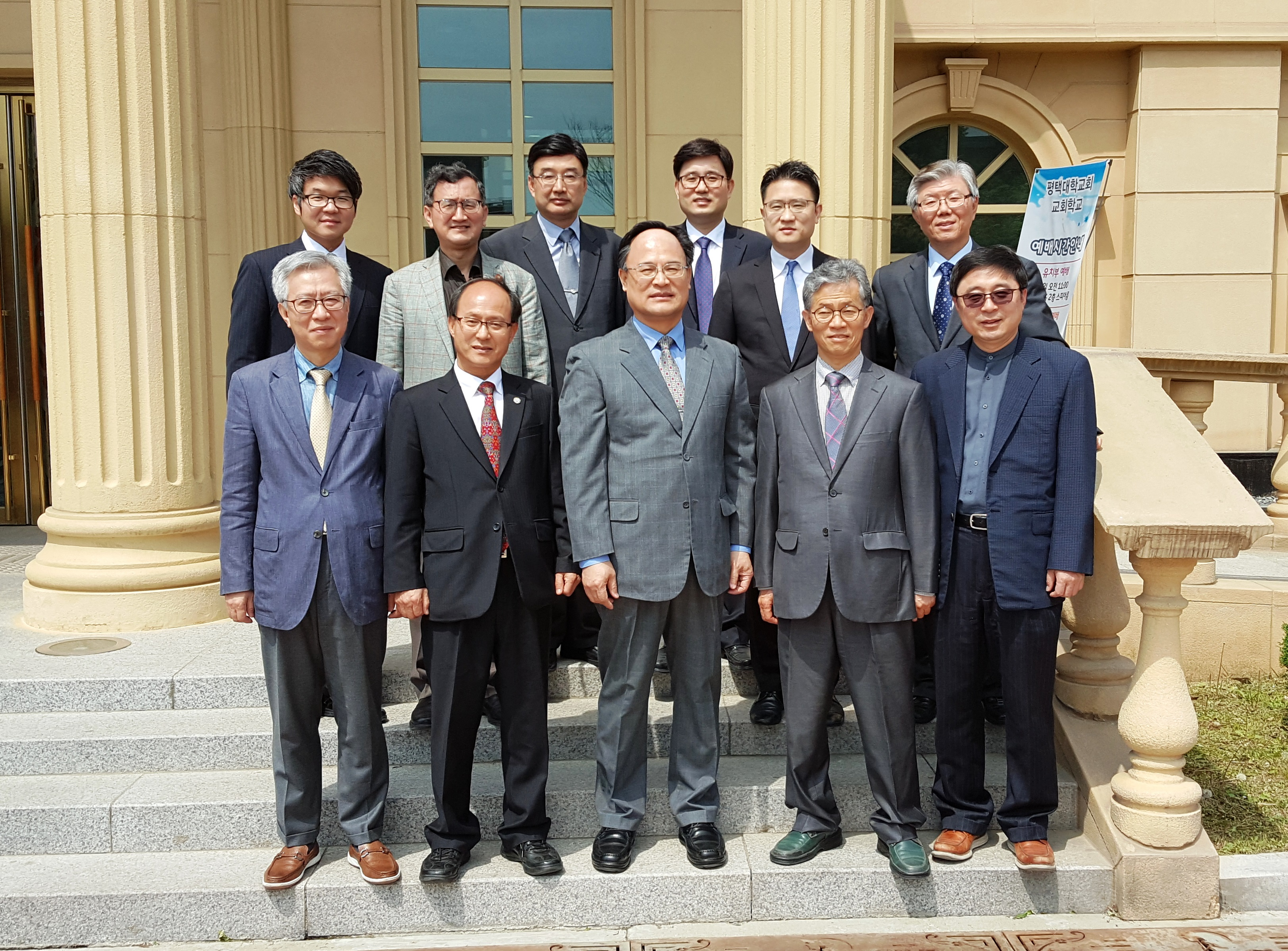
神学専門大学院の教授陣（2016年）